# 테이트-샤파레비치 군
산술기하학에서, 테이트-샤파레비치 군(Tate-Shafarevich群)은 수체 K위의 아벨 다양체 A (또는 더 일반적으로 군 스킴)에 대해 정해지는 군 Ш(A/K)으로, 베유-샤틀레 군 {\displaystyle \mathrm {WC} (A/K)=H^{1}(G_{K},A)}의 원소 중 K의 모든 완비화(K에서 얻어지는 실수, 복소수 완비화와 p 진수체)에서 자명한 원소로 구성되어 있다. 여기서 {\displaystyle G_{K}=\mathrm {Gal} (K/\mathbb {Q} )}는 K의 절대 갈루아 군이다. 따라서 갈루아 코호몰로지의 관점에서 Ш(A/K)는
{\displaystyle \bigcap _{v}\mathrm {ker} \left(H^{1}\left(G_{K},A\right)\rightarrow H^{1}\left(G_{K_{v}},A_{v}\right)\right)}
으로 정의할 수 있다. 이 군은 서지 랭, 존 테이트와 이고리 샤파레비치에 의해 소개되었다. 캐셀스은 표기법 Ш(A/K)를 도입하였다. 여기서 Ш는 샤파레비치의 키릴 문자 "샤"로 이전 표기법 TS 또는 TŠ를 대체한다.

## 테이트–샤파레비치 군의 원소
기하학적으로, 테이트-샤파레비치 군의 자명하지 않은 원소는 K 의 모든 자리 v 에 대해 Kv-유리점을 갖지만 K-유리점은 갖지 않는 A의 동차 공간으로 생각할 수 있다. 따라서 군은 체 K를 계수로 하는 유리 방정식에 대해 하세 원리가 유지되지 않는 정도를 측정한다. Carl-Erik Lind는 종수 1 곡선 {\displaystyle x^{4}-17=2y^{2}}이 실수체와 모든 p진수체 위에서 해를 갖지만 유리점을 갖지 않음을 보여줌으로써 그러한 동차 공간의 예를 보였다. 에른스트 셀머는 {\displaystyle 3x^{3}+4y^{3}+5z^{3}=0}를 비롯하여 더 많은 예를 제시했다.
특수한 경우로, 아벨 다양체에서 주어진 유한 차수 n의 점으로 구성된 유한 군 스킴에 대한 테이트-샤파레비치 군은 셀머 군과 밀접한 관련이 있다.

## 테이트-샤파레비치 추측
테이트–샤파레비치 추측은 테이트–샤파레비치 군이 유한하다는 추측이다. 칼 루빈은 복소 곱셈을 사용하여 최대 1의 유리점군 계수를 갖는 일부 타원 곡선에 대해 이를 증명했다. Victor A. Kolyvagin은 이것을 최대 1의 해석적 랭크의 유리수에 대한 모듈러 타원 곡선으로 확장했다(나중에 모듈러성 정리는 모듈러성 가정이 항상 유지됨을 보여주었다).

## 캐셀스–테이트 쌍
캐셀스-테이트 쌍은 쌍선형 쌍 Ш(A) × Ш(Â) → Q/Z이다. 여기서 A는 아벨 다양체이고 Â는 그 쌍대이다. 캐셀스는 타원곡선에 대해 이러한 쌍을 도입하였는데, 이때 A는 Â로 식별될 수 있고 쌍은 교대 형식이다. 이 형식의 핵은 나눌 수 있는 원소로 이루어진 부분군으로, 테이트-샤파레비치 추측이 참이라면 자명 부분군이다. 테이트는 쌍을 테이트 쌍대성의 변형으로 일반 아벨 다양체로 확장했다. A에 대한 극화의 선택은 A에서 Â 로 가는 사상을 제공하며, 이는 Q/Z 값을 갖는 Ш(A)에 대한 쌍선형 페어링을 유도하지만, 타원 곡선의 경우와 달리 이것은 번갈아 가거나 비대칭 대칭일 필요가 없다.
타원 곡선의 경우, 캐셀스는 쌍이 번갈아 있음을 보여주었고, 그 결과 Ш의 차수가 유한하면 정사각형이 된다. 좀 더 일반적인 아벨 다형체의 경우, Ш의 차수가 유한할 때마다 제곱이라고 수년 동안 때때로 잘못 믿어졌다. 이 실수는 테이트의 결과 중 하나를 잘못 인용한 스위너톤다이어의 논문에서 비롯되었다. Poonen과 Stoll은 테이트-샤파레비치 군이 차수가 2인 유리수에 대한 특정 종수 2 곡선의 야코비안과 같이 차수가 제곱의 두 배인 몇 가지 예를 제공했다. 스테인은 거듭제곱이 차수를 나누는 홀수 소수는 홀수이다. 만약 아벨 다형체가 주극화를 갖는다면, Ш의 형태는 비대칭 대칭이며, 이것은 Ш의 차수가 정사각형이거나 (유한한 경우) 정사각형의 두 배라는 것을 의미한다. 유리수 약수(타원 곡선의 경우와 같이)이면 형식이 번갈아 나타나고 Ш 의 차수는 제곱이다(유한한 경우).

## 같이 보기
- 버치-스위너턴다이어 추측

## 참고 문헌
- Cassels, John William Scott (1962), “Arithmetic on curves of genus 1. III. The Tate–Šafarevič and Selmer groups”, 《Proceedings of the London Mathematical Society》, Third Series 12: 259–296, doi:10.1112/plms/s3-12.1.259, ISSN 0024-6115, MR 0163913
- Cassels, John William Scott (1962b), “Arithmetic on curves of genus 1. IV. Proof of the Hauptvermutung”, 《Journal für die reine und angewandte Mathematik》 211 (211): 95–112, doi:10.1515/crll.1962.211.95, ISSN 0075-4102, MR 0163915
- Cassels, John William Scott (1991), 《Lectures on elliptic curves》, London Mathematical Society Student Texts 24, Cambridge University Press, doi:10.1017/CBO9781139172530, ISBN 978-0-521-41517-0, MR 1144763
- Hindry, Marc; Silverman, Joseph H. (2000), 《Diophantine geometry: an introduction》, Graduate Texts in Mathematics 201, Berlin, New York: Springer-Verlag, ISBN 978-0-387-98981-5
- Greenberg, Ralph (1994), 〈Iwasawa Theory and p-adic Deformation of Motives〉,   Serre, Jean-Pierre; Jannsen, Uwe; Kleiman, Steven L., 《Motives》, Providence, R.I.: American Mathematical Society, ISBN 978-0-8218-1637-0
- Kolyvagin, V. A. (1988), “Finiteness of E(Q) and SH(E,Q) for a subclass of Weil curves”, 《Izvestiya Akademii Nauk SSSR. Seriya Matematicheskaya》 52 (3): 522–540, 670–671, ISSN 0373-2436, 954295
- Lang, Serge; Tate, John (1958), “Principal homogeneous spaces over abelian varieties”, 《American Journal of Mathematics》 80 (3): 659–684, doi:10.2307/2372778, ISSN 0002-9327, JSTOR 2372778, MR 0106226
- Lind, Carl-Erik (1940). 《Untersuchungen über die rationalen Punkte der ebenen kubischen Kurven vom Geschlecht Eins》 (학위논문). University of Uppsala. 97 pp. MR 0022563.
- Poonen, Bjorn; Stoll, Michael (1999), “The Cassels-Tate pairing on polarized abelian varieties”, 《Annals of Mathematics》, Second Series 150 (3): 1109–1149, arXiv:math/9911267, doi:10.2307/121064, ISSN 0003-486X, JSTOR 121064, MR 1740984
- Rubin, Karl (1987), “Tate–Shafarevich groups and L-functions of elliptic curves with complex multiplication”, 《Inventiones Mathematicae》 89 (3): 527–559, Bibcode:1987InMat..89..527R, doi:10.1007/BF01388984, ISSN 0020-9910, MR 903383
- Selmer, Ernst S. (1951), “The Diophantine equation ax³+by³+cz³=0”, 《Acta Mathematica》 85: 203–362, doi:10.1007/BF02395746, ISSN 0001-5962, MR 0041871
- Shafarevich, I. R. (1959), “The group of principal homogeneous algebraic manifolds”, 《Doklady Akademii Nauk SSSR》 (러시아어) 124: 42–43, ISSN 0002-3264, MR 0106227  English translation in his collected mathematical papers
- Stein, William A. (2004), 〈Shafarevich–Tate groups of nonsquare order〉 (PDF), 《Modular curves and abelian varieties》, Progr. Math. 224, Basel, Boston, Berlin: Birkhäuser, 277–289쪽, MR 2058655
- Swinnerton-Dyer, P. (1967), 〈The conjectures of Birch and Swinnerton-Dyer, and of Tate〉,   Springer, Tonny A., 《Proceedings of a Conference on Local Fields (Driebergen, 1966)》, Berlin, New York: Springer-Verlag, 132–157쪽, MR 0230727[깨진 링크(과거 내용 찾기)]
- Tate, John (1958), 《WC-groups over p-adic fields》, Séminaire Bourbaki; 10e année: 1957/1958 13, Paris: Secrétariat Mathématique, MR 0105420
- Tate, John (1963), 〈Duality theorems in Galois cohomology over number fields〉, 《Proceedings of the International Congress of Mathematicians (Stockholm, 1962)》, Djursholm: Inst. Mittag-Leffler, 288–295쪽, MR 0175892, 2011년 7월 17일에 원본 문서에서 보존된 문서
- Weil, André (1955), “On algebraic groups and homogeneous spaces”, 《American Journal of Mathematics》 77 (3): 493–512, doi:10.2307/2372637, ISSN 0002-9327, JSTOR 2372637, MR 0074084